# Buster Johnson
Roswell Johnson, detto Buster (Brooklyn, 12 luglio 1908 – ottobre 1969), è stato un attore statunitense, attivo come attore bambino nel cinema muto dal 1911 al 1913 (tra i 3 e 5 anni d'età).

## Biografia
Nato a Brooklyn nel 1908, Hoyt Roswell "Buster" Johnson fu il più celebre tra gli attori bambini che lavorarono per la Lubin Manufacturing Company di Filadelfia. Il padre, Roswell Joshua Johnson, era cineoperatore per la stessa compagnia.
Nonostante la giovanissima età, Buster divenne l'attore bambino favorito dalla Compagnia e dal pubblico, interpretando ben 14 pellicole nel giro di un paio di anni, tra il 1911 e il 1913. Secondo le convenzioni del tempo, gli furono affidate sia parti di bambino che di bambina, che secondo le cronache egli affrontò "con eguale intelligenza", guadagnandosi il titolo di "The Lubin Child Wonder". Il successo ricevuto spinse la Compagnia a dedicargli una serie (i Buster Films) dei quali fu protagonista affiancato da altri due piccoli attori, Henrietta O'Beck e Brooks McCloskey.
Le difficoltà economiche attraversate dalla Compagnia in seguito all'incendio dei propri magazzini nel 1914, portarono alla fine dell'esperienza attoriale del bambino. L'intera vita di Roswell Johnson si svolgerà lontana dal mondo dello spettacolo. Sposatosi nel 1934, avrà un impiego in banca, fino alla morte nel 1969 all'età di 62 anni.

## Riconoscimenti
- Young Hollywood Hall of Fame (1908-1919)

## Filmografia
- The Kiddies' Christmas (1911)
- His Wife's Mother (1912)
- In After Years (1912)
- A Bachelor's Waterloo (1912)
- Buster Films (1912)

1. Buster's Dream, regia di Charles H. France (1912)
2. Buster in Nodland, regia di Charles H. France (1912)
3. Buster and the Pirates, regia di Charles H. France (1912)
4. Buster and the Gypsies, regia di Charles H. France (1912)
5. Buster and the Cannibal's Child, regia di Charles H. France (1912)

- Twixt Love and Ambition (1912)
- The Miser (1913)
- Art and Honor (1913)
- Tamandra, the Gypsy, regia di George Nichols (1913)
- His First Experience, regia di Arthur Hotaling (1913)